# (14696) Lindawilliams
(14696) Lindawilliams (2000 AW203) – planetoida z pasa głównego asteroid okrążająca Słońce w ciągu 4,26 lat w średniej odległości 2,62 j.a. Odkryta 10 stycznia 2000 roku.